# Lagergelte
Die Lagergelte ist eine wasserbautechnische Anlage, die dazu diente, einen Wasserlauf über ein anderes Gewässer hinweg zu führen. Lagergelten sind heute nicht mehr in Gebrauch. Eine gut erhaltene, historische Lagergelte befindet sich an der Fränkischen Saale bei Bad Bocklet. Sie besteht aus einem geschlossenen Gerinne aus Stahlblech, das den Fluss überquert. Bei Hochwasser der Saale konnte die Lagergelte per Spindelantrieb angehoben werden, um die Anlage zu schützen. Mit Flusswasser, das etwa zwei Kilometer oberhalb von der Saale durch Stau abgezweigt wurde, konnten auf diese Weise die Weiden zu beiden Seiten der Saale nach Bedarf über Bewässerungsgräben bewässert werden. Am Bauwerk befinden sich Informationstafeln.
Eine weitere Lagergelte ist die Zirbelnuss-Kanal-Brücke in Augsburg.